# Saint-Aimé-du-Lac-des-Îles
Pour les articles homonymes, voir Aimé.
Saint-Aimé-du-Lac-des-Îles est une municipalité qui fait partie de la municipalité régionale de comté d'Antoine-Labelle au Québec, située dans la région administrative des Laurentides.

## Toponymie
« L'actuelle dénomination rend hommage à l'abbé Joseph-Aimé Lamonde, missionnaire à cet endroit de 1903 à 1907 et dont le prénom a été retenu pour identifier la paroisse de Saint-Aimé-du-Lac fondée en 1891 et érigée canoniquement en 1906. Le lac des Îles, au nord, plan d'eau d'une longueur de 10 km, justifie ce spécificatif ».

## Géographie
La rivière du Lièvre, qui coule vers le sud, délimite l'est de la municipalité où la rivière Kiamika conflue avec la rivière du Lièvre. 

## Démographie
| 1991 | 1996 | 2001 | 2006 | 2011 | 2016 | 2021 |
| ---- | ---- | ---- | ---- | ---- | ---- | ---- |
| 724  | 789  | 751  | 774  | 778  | 790  | 815  |

## Administration
Les élections municipales se font en bloc pour le maire et les six conseillers.
| Saint-Aimé-du-Lac-des-Îles Maires depuis 2005                                                                        |                     |         |          |
| Élection | Maire               | Qualité | Résultat |
| 2005 | François Desjardins |         | Voir     |
| 2009 | François Desjardins | Voir    |          |
| n/d | Pierre-Paul Goyette |         | Voir     |
| 2013 | Pierre-Paul Goyette | Voir    |          |
| 2017 | Luc Diotte          |         | Voir     |
| 2021 | Luc Diotte          | Voir    |          |
| Élection partielle en italique Depuis 2005, les élections sont simultanées dans toutes les municipalités québécoises |                     |         |          |

## Pêche
Plusieurs tournois de pêche à l'achigan se déroulent sur lac des Îles. Plusieurs sont ensemencés de truites par le Comité d'ensemencement de la Vallée de la Lièvre. Une carte de membre est disponible chez certains commerçants locaux. Avec celle-ci vous obtenez votre carte de membre ainsi que la carte des trajets à suivre pour accéder aux différents lacs. 

## Attraits
- Ponts couverts de Ferme-Rouge; les seuls ponts couverts jumeaux encore existants et fonctionnels avec un parc entre les deux ponts avec une table de pique-nique, une toilette, support à vélo.
- Le parc du Barrage Jean-Baptiste Dubé situé au centre du village à proximité du lac-des-iles et du ruisseau des iles, avec tables de pique-nique.
- Le Parc-O-Plage situé à la plage municipale est constitué de modules de jeux pour les jeunes enfants de 2 à 9 ans.
- Le Parc du Lac Gaucher pour de la marche à pied en sentier l'été et parcours de raquette en période hivernale. Belvédère avec vue sur le Lac Gaucher et tables de pique-nique sur le sentier.
- Le Parc des Anges, situé sur l'ancien site de l'école Notre-Dame-des-Anges : balançoires, glissoires, modules de jeux, terrain de basketball, gazebo sous les arbres.
- Le terrain de balle situé sur la route 309.
- La patinoire située au 871, chemin Diotte. L'été celle-ci se transforme en un terrain de tennis et un terrain de pétanque.
- La bibliothèque reconstruite à l'automne 2010 à la suite de l'incendie de juillet 2009 qui a détruit notre école et par le fait même notre bibliothèque qui était dans un local à l'intérieur de celle-ci. Rouverte à la population dès janvier 2011.

|  |